# Mariposario

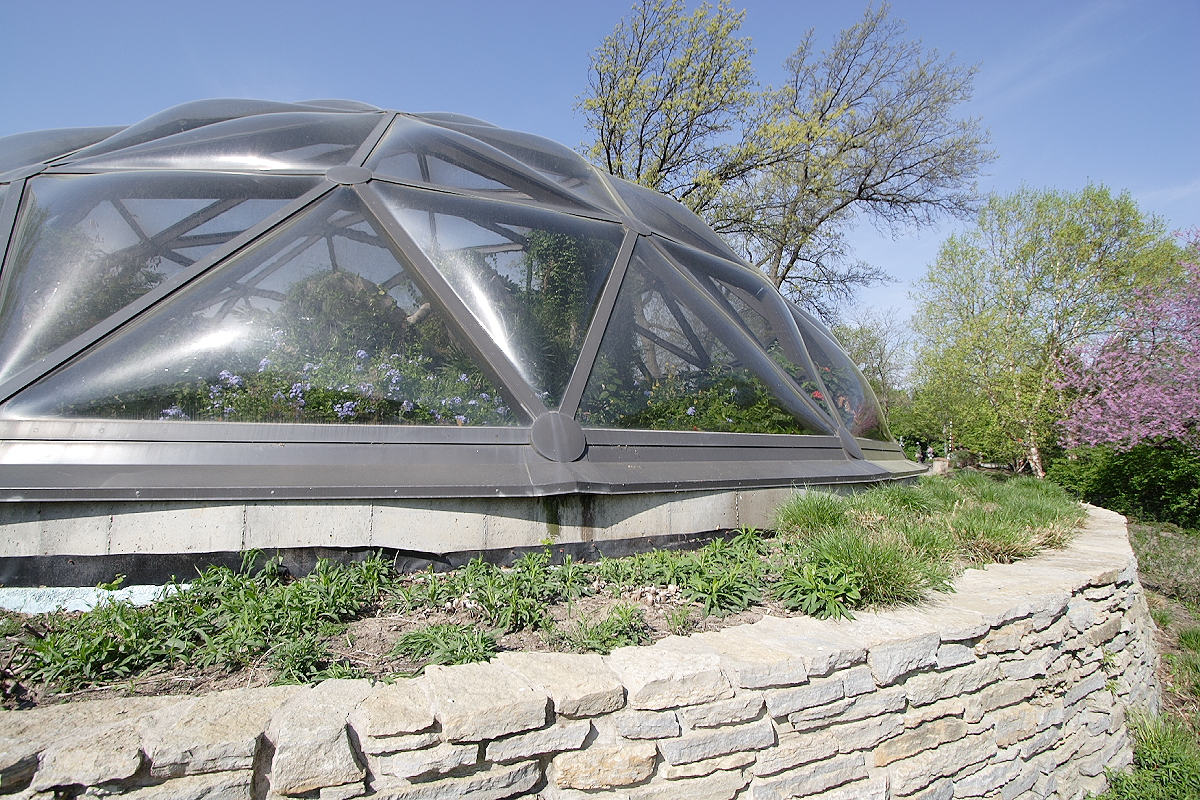
Mariposario
Monsanto Insectarium

Un mariposario es un zoo o espacio dentro de un zoo dedicado especialmente a la cría y exhibición de mariposas. Algunos mariposarios también exhiben otros insectos, arañas, escorpiones, etc.

## Historia
La exhibición de mariposas vivas se hizo popular en Inglaterra en los años 70, dado el amor de los británicos a la naturaleza y los invernaderos. El primero en los EE. UU., Butterfly World, fue abierto en Coconut Creek, Florida, en 1988.

## Actividades

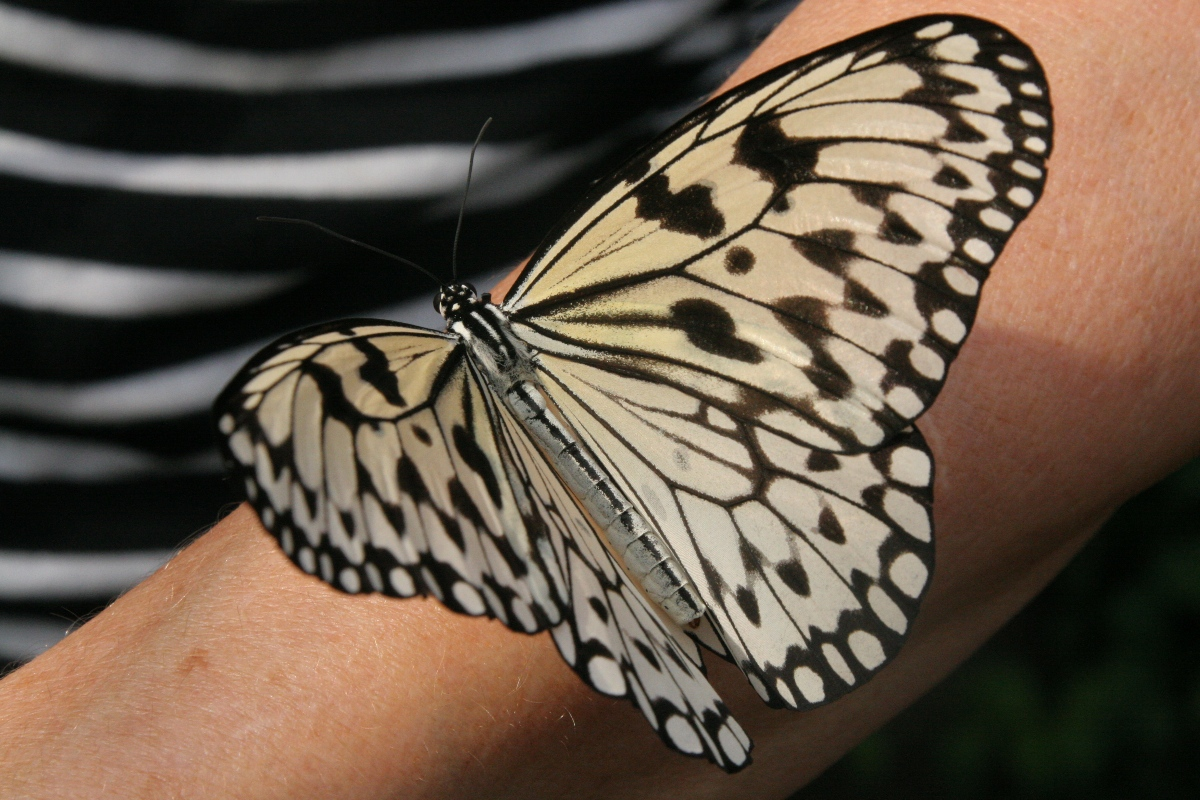
Paper Kite atraída por el blanco y negro
Monsanto Insectarium

Los mariposarios están abiertos al público. Normalmente se utiliza una entrada de doble puerta para evitar que las mariposas se escapen. Pueden explorarse libremente o bien seguir un tour guiado que dura unos quince minutos ya que las especies de mariposas se renuevan. Los guías también pueden enseñar huevos de mariposa, larvas, crisálidas e identificar plantas específicas que son frecuentadas por cada especie. La mejora hora para ver a las mariposas emerger de sus pupas es de 10.00 h. a 13.00 h.
Las mariposas son más activas en los días cálidos y soleados y con poco viento porque requieren el calor del sol para ayudarles a hacer la digestión. Los días lluviosos, normalmente se esconden en las flores y hojas.
Hay muchas especies diferentes en estos zoos que incluyen mariposas de África, Malasia, Sudamérica, Tailandia, Nueva Guinea, Costa Rica, Filipinas, y otros lugares.
Para provocar que las mariposas se posen sobre uno, es aconsejable llevar un perfume floral ligero y ropa de colores brillantes o blanca pero no se debe tocar las mariposas pues se pueden dañar sus sensibles alas debido al aceite presente en la piel humana.
Muchas especies de mariposas adultas viven tan solo una o dos semanas durante las cuales deben producir una nueva generación.
Algunas especias como la familiar mariposa Monarca, sin embargo, puede llegar a vivir hasta seis meses o más si está al aire libre.

## Lista de mariposarios

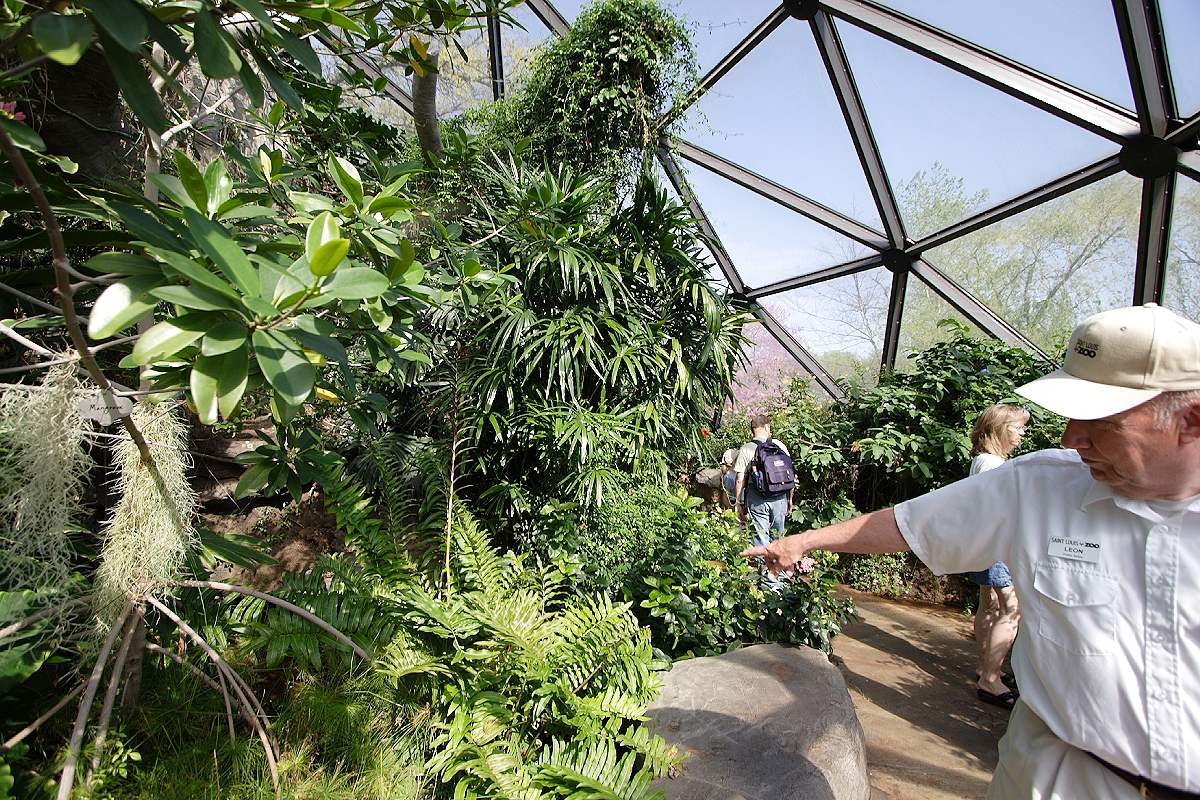
Monsanto Insectarium

### Asia
- Malacca Butterfly & Reptile Sanctuary, Ayer keroh, Malacca, Malasia
- KL Butterfly Park, Kuala Lumpur, Malasia
- Penang Butterfly Farm Penang Butterfly Park, Blog of the Penang Butterfly Farm, Penang, Malasia. Alberta unas 5.000 mariposas de más de 120 especies.
- Butterfly Park, Bannerghatta National Park, Bangalore, India. 10,000 sq ft (1,000 m²) circular enclosure.
- Singapore Zoological Gardens - The Fragile Forest Enclosure (Singapur)
- Butterfly safari Park, Thenmala, Kerala (ecoturismo in India)
- Butterfly garden, Wetland Park, Hong Kong.
- Butterfly garden, Kadoorie Farm and Botanic Garden, Hong Kong.
- Butterfly Conservatory Of Goa.[1] Goa, India.

### Europa

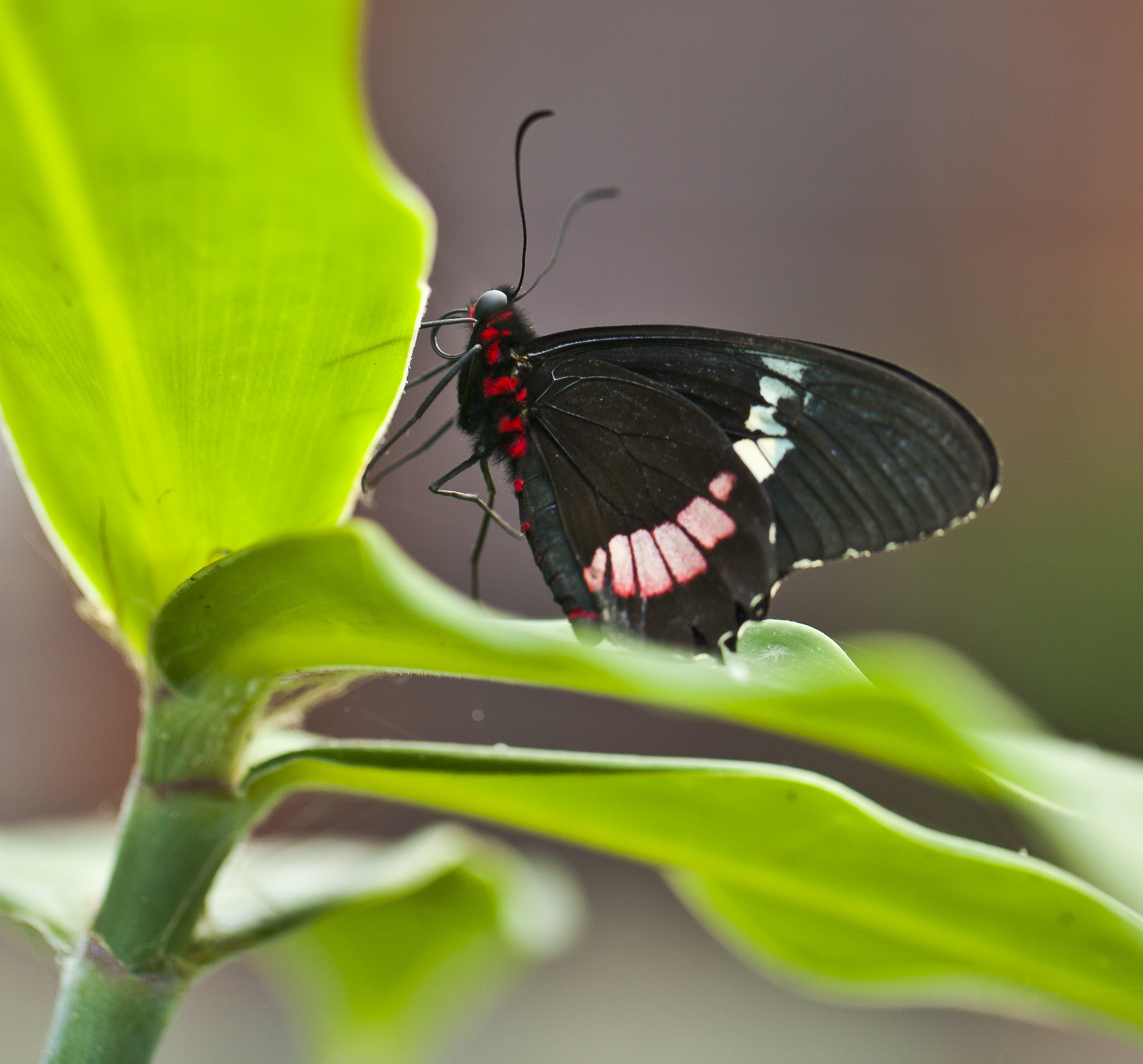
Ejemplar de Parides iphidamas, Mariposario de Icod de los Vinos, Tenerife, España.

- Stratford Butterfly Farm, Stratford-upon-Avon, Warwickshire.  El mayor paraíso de mariposas tropicales en el Reino Unido.
- Bordano Butterfly House,[2] Friuli-Venecia Julia, Italia
- Butterfly Botania,[3] University of Eastern Finland, Joensuu, Finlandia
- Collodi Butterfly House,[4] Toscana, Italia
- Oasi delle Farfalle di Milano,[5] Lombardía, Italia
- Golders Hill Park, London NW3, UK. Admisión libre; abierto de abril a otoño, solo los fines de semana al final de la estación y diariamente en verano.
- London Butterfly House, Londres, Reino Unido
- Magic of Life Butterfly House,[6] Rheidol Valley, Aberystwyth, Ceredigion, Gales, UK
- Mariposario del zoo de Santillana del Mar, España
- Mariposario de Benalmádena, el parque mariposario más grande de Europa.
- Butterfly Park Empuriabrava, Gerona, España
- Mariposario de Faunia, Madrid, España
- Mariposario del Drago, Icod de los Vinos, Tenerife, España
- Passiflorahoeve Vlindertuin Harskamp Netherlands
- Jardin aux papillons de Vannes, Francia
- Seaforde Gardens and Butterfly House,[7] Seaforde, County Down, Irlanda del Norte
- Schmetterlinghaus,[8] Viena, Austria
- Schmetterlinghaus Mainau, el mariposario de la isla de Mainau, lago de Constanza, Alemania.[9]
- Vlinderkas Diergaarde Blijdorp, Róterdam, Holanda
- Vlindertuin Dierenpark Emmen, Emmen, Holanda
- Vlindertuin, Knokke, Bélgica
- Wroclawskie Zoo, Wroclaw, Polonia

### América Latina
- Casa Allegria Butterfly Dome,<ref><ref> Canaan de Rivas, Costa Rica
- Mariposario a Cielo Abierto Mauricio Babilonia - Open Sky Butterfly Sanctuary,[10] Mesa de Los Santos, Santander, Colombia
- Parque Monarca, Tenjo, Cundinamarca, Colombia
- Mariposario Buenas Noches, Medellín, Antioquia, Colombia
- Águias da Serra Borboletário São Paulo, Brasil
- * Jardín botánico y Mariposario del Quindío,,[11] Quindío, Colombia
- San Jose Butterfly Farm,[12] San José, Costa Rica
- Mariposario Mindo, Mindo, Ecuador
- Mariposario, Santa Cruz, Bolivia
- Parque Temático de la Cruz,[13] Santa Ana, Misiones, Argentina
- Mariposario del Zoológico de Chapultepec, Ciudad de México
- Reserva Silvestris, Punta del Este, Uruguay

### Norteamérica

#### Canadá
- Montreal Insectarium, Montreal, Quebec (con exhibición anual en el Jardín botánico de Montreal)
- Niagara Parks Butterfly Conservatory, Cataratas del Niágara, Ontario
- Victoria Butterfly Gardens, Brentwood Bay, Columbia Británica
- Wings of Paradise Butterfly Conservatory, Cambridge, Ontario

#### Estados Unidos
- Ashland Nature Center Butterfly House, Delaware Nature Societ y, Hockessin, Delaware
- Aveda Butterfly Garden, Zoo de Minesota, Apple Valley, Minnesota
- Bear Mountain Butterfly Sanctuary, Jim Thorpe, Pensilvania
- Bioworks Butterfly Garden, Museum of Science and Industry, Tampa, Florida
- Blooming Butterfly Garden, Como Zoo, St. Paul, Minnesota
- Brookside Gardens, Wheaton, Maryland
- Butterflies and Plants: Partners in Evolution, National Museum of Natural History, Smithsonian Institution, Washington D. C.
- Butterfly Conservatory and Insect Zoo, Kansas State University, Manhattan, Kansas
- Butterfly Garden, Zoo del Bronx, The Bronx, New York
- Butterfly Garden, Museo de Ciencias, Boston, Massachusetts
- Butterfly House, Zoo de Detroit, Royal Oak, Míchigan
- Butterfly House, Ohio Cox Arboretum MetroPark
- Butterfly House,[14] Mackinac Island, Míchigan
- Butterfly House, Universidad de Míchigan, East Lansing, Míchigan
- Butterfly House, Missouri Botanical Garden, Chesterfield, Misuri
- Butterfly House Zoo de San Antonio, San Antonio, Texas
- Butterfly House, Whitehouse, Ohio
- Butterfly Landing, Franklin Park Zoo, Boston, Massachusetts
- Butterfly Pavilion, Natural History Museum of Los Angeles County, Los Ángeles, California
- Butterfly Pavilion & Insect Center, Westminster, Colorado
- The Butterfly Farm, Zoo de Birmingam , Birmingham, Alabama
- The Butterfly Place, Westford, Massachusetts
- Cecil B. Day Butterfly Center, Callaway Gardens, Pine Mountain, Georgia
- Cockrell Butterfly Center & Insect Zoo, Museo de Ciencias Naturales de Houston, Houston, Texas
- Museo de Historia Natural de Florida, Gainesville, Florida
- Frederik Meijer Gardens, Grand Rapids Township, Míchigan
- Key West Butterfly and Nature Conservatory, Key West, Florida
- Magic Wings Butterfly Conservatory, South Deerfield, Massachusetts
- Magic Wings Butterfly House, North Carolina Museum of Life and Science, Durham, Carolina del Norte
- Monsanto Insectarium, Zoológico de San Luis, San Luis, Misuri
- The Montgomery Zoo, Montgomery, Alabama, está construyendo un mariposario que se prevé que flote en un lago nautral en el que se construyó el zoo.
- Orange County Native Butterfly House, The Environmental Nature Center, Newport Beach, California
- Panhandle Butterfly House,[15] Navarre, Florida
- Puelicher Butterfly Wing,[16] Milwaukee Public Museum, Milwaukee, Wisconsin
- Sertoma Butterfly House,[17] Sioux Falls, Dakota del Sur
- Tradewinds Park Butterfly World, Coconut Creek, Florida
- Tropical Butterfly House, Pacific Science Center, Seattle, Washington
- White River Gardens, Zoo de Indianápolis, Indianápolis, Indiana

### Oceanía
- Kuranda Butterfly Farm
- Coffs Harbour Butterfly House[18]